# Шпанска фурија
Шпанска Фурија (хол. Spaanse Furie), у Шпанији позната као пљачка Антверпена, означава пљачкање и спаљивање града Антверпена од стране шпанских трупа 4. новембра 1576. током Осамдесетогодишњег рата. Реч 'фурија' се вероватно односи на богиње (освете и проклетства) из митологије.

## Позадина
У Шпанији је 1. септембра 1575. проглашен колапс државе. Као последица многих ратова које је широм света водило Шпанско царство, влада Филипа II направила је енормне дугове и више није могла да исплаћује своју војску. Поједини војници у Низоземљу нису две и по године примали плату. Почетком октобра неколико шпанских официра предвођених Санчом Де' Авилом (Sancho d'Avila), командантом цитаделе у Антверпену, сковало је тајни план да опљачкају богати град Антверпен.
Санчо је пре свега морао да се договори са грофом Еберштајном (Eberstein), командантом немачког гарнизона који је био стациониран у Антверпену. Дана 29. октобра успео је да га убеди да препусти град шпанским војницима након што га је напио. Међутим, Еберштајн је тек следећег јутра схватио шта је урадио и упозорио је управника Антверпенске војске на наступајућу опасност.

## Пљачкање Антверпена
Дана 4. новембра око 11 часова ујутру око 6.000 побуњеника напустило је цитаделу и запутило се у правцу града. Бедеми направљени за случај нужде били су готово неупотребљиви тако да су шпански војници са лакоћом пробили зидине.
Побуњеници су упадали у многе домове убијајући укућане и крадући новац и накит. Жене су силовали а мушкарцима одрубљивали главе. Пси су пили крв мртвих. Између осталих, спаљена је и Градска кућа.
Не зна се тачан број жртава али се говори о више хиљада (процена очевидаца је око 7000 мртвих). Међу њима је било и неколико одборника. Током фурије је већина побуњеника покушала да изнуди новац од имућнијих грађана. 
Након одласка побуњеника 7. новембра, бесни становници Антверпена су уништили дворац који су саградили Шпанци.
Ови догађаји су шокирали становнике Низоземља и у великој мери стимулисали закључивање Хентског мира 8. новембра 1576.
Такође, велики број грађана Јужног Низоземља је побегао због насиља у Северно Низоземље. За шпанску круну је овај догађај значио губитак десет година труда да се сачува власт над побуњеним провинцијама.